# Thaddeus Bowman
Pour les articles homonymes, voir Bowman.
Thaddeus Bowman, né le 10 février 1743 et mort le 26 mai 1806, est un soldat américain. Lors des batailles de Lexington et Concord, il est le dernier éclaireur envoyé par le capitaine John Parker à Lexington et le seul à trouver les troupes britanniques lors de leur approche de la ville. Il parvient à prévenir la miliciens pour qu'ils se préparent.